# Harry Potter i więzień Azkabanu (gra komputerowa)
Harry Potter i więzień Azkabanu (ang. Harry Potter and the Prisoner of Azkaban) – gra wideo, wydana w 2004 przez Electronic Arts. Fabuła oparta jest na niektórych książkowych wątkach, a wygląd wzorowany na filmie.

## Fabuła
Harry, Ron i Hermiona zaczynają trzeci rok nauki w Hogwarcie. W tym czasie Syriusz Black uciekł z Azkabanu – więzienia czarodziejów, strzeżonego przez dementorów, którzy przybywają do Szkoły Magii i Czarodziejstwa w celu zapewnienia uczniom dodatkowej ochrony. Nie są oni jednak do końca posłuszni i Harry musi nauczyć się przed nimi bronić. Dzięki zmieniaczowi czasu Hermiony przyjaciele mają uratować Blacka i Hardodzioba – hipogryfa skazanego na śmierć. Podczas rozgrywki główni bohaterowie uczą się zaklęć – każdy innego, co staje się ich specjalną umiejętnością.
W przeciwieństwie do poprzednich części autorzy wprowadzili możliwość sterowania różnymi postaciami, ale tylko w niektórych miejscach. Do ukończenia gry nie wystarcza zakończenie linii fabularnej. Trzeba także kupić w sklepiku Freda i George’a wszystkie hasła do tajnych pomieszczeń za portretami, ukończyć wszystkie etapy każdej minigry oraz zebrać wszystkie tarcze podczas magicznych zadań i egzaminów. Gospodarka fasolkowa z poprzednich edycji została urozmaicona. Fasolki wszystkich smaków Bertiego Botta stały się najmniej wartościowym środkiem transakcji. Wymiana towarów zachodzi teraz także za pośrednictwem dyniowych pasztecików i kociołkowych piegusków. Tak jak przedtem, można zbierać karty. Jest to zadanie poboczne. Po zebraniu 74 kart Fred i George przekazują Harry’emu specjalną kartę kolekcjonerską z jego wizerunkiem i odblokowuje się dodatkowa wizyta w pokoju nagród, nieograniczona czasem. Gracz może zebrać tam dodatkowe pięć kart.

## Polska wersja językowa
- Jonasz Tołopiło – Harry Potter
- Marcin Łabno – Ron Weasley
- Joanna Kudelska – Hermiona Granger
- Jacek Wolszczak – Draco Malfoy
- Krzysztof Zakrzewski – Rubeus Hagrid
- Wiesława Mazurkiewicz – profesor Minerwa McGonagall
- Andrzej Arciszewski –
  - profesor Albus Dumbledore
  - głos Jamesa Pottera
- Artur Kruczek –
  - Gregory Goyle,
  - Fred Weasley,
  - Irytek
- Grzegorz Drojewski –
  - Neville Longbottom,
  - Vincent Crabbe,
  - George Weasley
- Ryszard Olesiński –
  - profesor Remus Lupin
  - profesor Filius Flitwick
  - portret sir Cadogana
  - portret Glanmore’a Peakesa
- Hanna Kinder-Kiss